# Schorlingborstel
Schorlingborstel ist eine Ortschaft der Stadt Bassum im niedersächsischen Landkreis Diepholz. In dem Dorf leben etwa 120 Einwohner auf einer Fläche von ca. 5 km².

## Geografie

### Lage

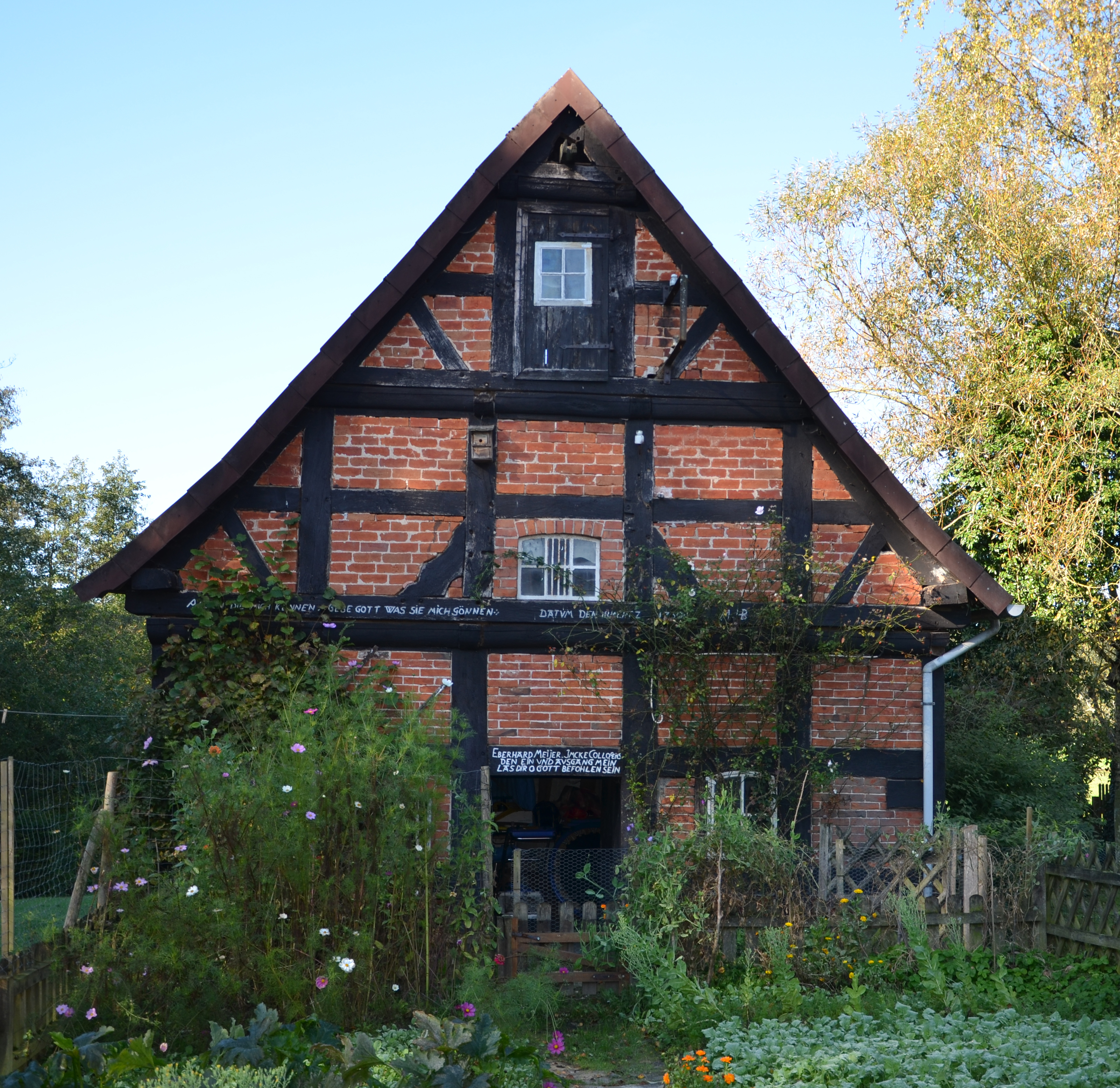
Speicher von 1729

Schorlingborstel liegt im südlichen Bereich der Stadt Bassum, 3 km südöstlich vom Kernort Bassum entfernt. Die Ortschaft Schorlingborstel besteht aus Ebersheide, Kolloge, Lowe und Schorlingborstel.

### Nachbarorte
Schorlingborstel ist ganz von Bassumer Ortschaften umgeben. Nachbarorte sind – von Norden aus im Uhrzeigersinn – Eschenhausen, Albringhausen, Nienstedt, Apelstedt und Bassum -(Zentrum).

### Flüsse/Bäche
Durch den Ort fließt die Nienstedter Beeke und auch die Schorlingborsteler Beeke.

## Geschichte
Den Namen hat Schorlingborstel sicherlich durch den Vollmeierhof Schorling erhalten.
Dieser leitet sich ab aus Schorling für den "Scherling" (Schafscherer) und Borstel für die plattdeutsche Form von Bauernstelle, als "Buernsteer"
Der Ortsteil Ebersheide ist im Jahre 890 erstmals urkundlich erwähnt. Kolloge wird in 1221 und Lowe im Jahr 1260 urkundlich genannt.
Im Jahre 1737 wurde in Schorlingborstel eine Schule eingerichtet, in der bis 1873 jeweils 18–20 Kinder unterrichtet wurden. Anschließend gingen die Kinder in die neue und größere Schule nach Eschenhausen.
In der Vergangenheit gehörte Schorlingborstel zur Grafschaft Hoya, später zum Amt Freudenberg, war dann selbständige Gemeinde im Kreis Syke und ab 1932 im Landkreis Grafschaft Hoya.
Seit der Gebietsreform, die am 1. März 1974 in Kraft trat, ist Schorlingborstel eine von 16 Ortschaften der Einheitsgemeinde Stadt Bassum im Landkreis Diepholz.

## Politik
Bei der Gemeindereform 1974 wurde der letzte Gemeinderat von Schorlingborstel aufgelöst. Seitdem werden die Geschicke der Ortschaft vom Rat der Stadt Bassum gelenkt. Die Belange der Ortschaft gegenüber den Organen der Stadt werden vom jeweiligen Ortsvorsteher vertreten. Von 1974 bis 1996 war dies Johann Schulenberg, der auch der letzte Bürgermeister der Gemeinde war.
| Ortschaft Schorlingborstel (seit 1974) | Ortschaft Schorlingborstel (seit 1974) | Ortschaft Schorlingborstel (seit 1974) | Ortschaft Schorlingborstel (seit 1974) |
| Amtszeit                               | Amtszeit                               | Name                                   | Partei                                 |
| -------------------------------------- | -------------------------------------- | -------------------------------------- | -------------------------------------- |
| 26. August 1974                        | 24. November 1996                      | Johann Schulenberg                     |                                        |
| 25. November 1996                      | heute                                  | Hermuth Straßburg                      | Bürger-Block                           |

## Solarbundesliga
Aufgrund verstärkter Investitionen in Fotovoltaik-Anlagen sind in der Ortschaft zum Ende des Jahres 2011 fast 2 kW/p pro Einwohner installierte Leistung auf den Dächern. Damit wurde in der Solarbundesliga der 82. Platz bei den Ortsteilen erreicht.

## Verkehr
Schorlingborstel liegt fernab des großen Verkehrs:
- Die Bundesautobahn 1 verläuft 20 km entfernt nordwestlich.
- Die von Bassum (Kernort) über Twistringen, Barnstorf und Diepholz nach Osnabrück führende Bundesstraße 51 verläuft westlich, 4 km entfernt.
- Die von Bassum (Kernort) über Sulingen und Uchte nach Minden führende Bundesstraße 61 verläuft westlich, 1 km entfernt.
- Die Bundesstraße 6 von Bremen über Nienburg nach Hannover verläuft östlich in 11 km Entfernung.

Zwei Buslinien des ÖPNV (an der B 61 und der K 127) und auch der Bürgerbus Bassum verbinden Schorlingborstel mit Bassum und der Umgegend.

## Straßen
Durch Schorlingborstel führt eine in der letzten Zeit erneuerte Dorfstraße. Diese beginnt an der K 127, die von Bassum über Albringhausen nach Neubruchhausen führt, gleich hinter dem Waldgebiet "Lindschlag". Dort ist auch eine Bushaltestelle für den Anschluss an den ÖPNV. Die Dorfstraße führt dann durch das Dorf Schorlingborstel bis in die Ebersheide und anschließend an das Wegenetz von Albringhausen. Mitten in der Ortschaft ist die Abzweigung zur B 61, wo man auch die Ortsteile Lowe und Kolloge findet.
In Schorlingborstel gibt es keine Straßenbezeichnungen, sondern immer noch die alten Hausnummern, nach denen sich Postzusteller, Lieferanten und Besucher orientieren müssen.

## Baudenkmale
In der Liste der Baudenkmale in Bassum sind für Schorlingborstel zwei Baudenkmale aufgeführt.